# Омо (национальный парк)
Национальный парк Омо — национальный парк в Эфиопии, основанный в 1980 году. Расположенный в области южных народностей на западном берегу реки Омо, парк занимает около 4068 км², примерно в 870 км к юго-западу от Аддис-Абебы; на другом берегу Омо находится национальный парк Маго. Хотя взлетно-посадочная полоса была недавно построена рядом со штаб-квартирой парка на реке Муй, до этого парка нелегко добраться. Путеводитель Ethiopia and Eritrea издательства Lonely Planet описывает национальный парк Омо как «самый удаленный парк Эфиопии».
Низовья реки Омо были объявлены ЮНЕСКО объектом Всемирного наследия в 1980 году, после нахождения (в формации Омо-Кибиш) самых ранних известных ископаемых фрагментов Homo sapiens, возраст которых оценивается примерно в 195 000 лет.
В парке практически нет туристической инфраструктуры и мало поддержки путешественников. В 1999 году сообщалось, что ни одно из туристических агентств в Эфиопии или за её пределами не будет организовывать туры в парк. Информационный центр Walta объявил 3 октября 2006, что США выделили $1 млн на строительство дорог «и развлекательных центров, а также различные средства связи» с целью привлечь больше посетителей.